# Sami Vrioni
Sami Vrioni (nevének ejtése sami vɾiɔni; Berat, 1868 – ?, 1947) albán politikus, 1918-tól 1920-ig Albánia közmunkaügyi, mezőgazdasági és kereskedelmi minisztere.

## Életútja
A berati nagybirtokos család sarjaként, Ymer Vrioni (1839–1928) politikus fiaként született Vrioni Konstantinápolyban szerzett közigazgatási képesítést, majd az Oszmán Birodalom tisztviselője lett. 1912-ben képviselőként bekerült a konstantinápolyi parlamentbe. 1912. november 29-étől részt vett a független Albánia kikiáltásával zárult vlorai nemzetgyűlésen. Nem világos, hogy Fier vagy szülővárosa, Berat képviseletében, de ő is aláírta a függetlenségi nyilatkozatot. Ezt követően tagja lett a fiatal állam törvényhozó testületének, a Vének Tanácsának. Tagja volt annak az albán küldöttségnek is, amely 1914. február 21-én az Albán Fejedelemség kijelölt uralkodójának, Wilhelm zu Wiednek ünnepélyesen felajánlotta az albán koronát. Ezt követően Vrioni a fejedelem udvari kamarása lett.
1918 decemberében részt vett a durrësi nemzetgyűlésen, majd az annak eredményeként Turhan Përmeti vezetésével 1918. december 25-én megszervezett kormányban a közmunkaügyi, a mezőgazdasági és a kereskedelmi tárcákat vezette. 1920. január 29-éig látta el miniszteri feladatait. 1923-tól 1932-ig az albán nemzetgyűlés tagja volt, 1925 és 1928 között szenátorként a felsőházban politizált. Az 1924. februári kormányválság idején kompromisszumos megoldásként felmerült a neve mint lehetséges miniszterelnöké, de végül Shefqet Vërlaci alakíthatott kormányt. Április 17-én a kormány politikája elleni tiltakozásul többedmagával felfüggesztette a nemzetgyűlési munkát, és más ellenzéki politikusokkal együtt a fővárost is elhagyva Vlorába költözött. Ezt követően részt vett az Amet Zogu ellen szervezkedő júniusi forradalomban, szerepet vállalt a felkelők ideiglenes árnyékkormányában.
Miután a fasiszta Olaszország 1939. április 7-én lerohanta Albániát, Vrioni huszonöt év elteltével egy újabb koronaküldöttség tagja lehetett: ott volt Rómában 1939. április 16-án, amikor Shefqet Vërlaci vezetésével az albán trónt felajánlották III. Viktor Emánuel olasz királynak. 1942-től 1943-ig Vrioni az albán bábállam törvényhozó testülete, a Fasiszta Korporatív Főtanács tagja volt. A világháború lezárultát követően hatalomra került kommunista hatóságok letartóztatták, 1947-ben halt meg.

## Családi élete
Vrioni Esat Toptani kétszeres veje volt. Előbb a közép-albániai földbirtokos, politikus középső leányát, Mahmudét vette nőül, majd felesége korai halálát követően második leányával, Pertefe Toptanival lépett frigyre. Mahmudével kötött házasságukból született egy fiúgyermek, Omer. Apósát egyébként ki nem állhatta, hazafiatlan kalandornak tartotta, a fáma szerint amikor 1920-ban Toptani Párizsban merénylet áldozata lett, Vrioni válással fenyegette meg feleségét, amennyiben apósát albán földben temetik el.